# Grotte de Gouy
La grotte de Gouy ou grotte du Cheval est située à 10 km de Rouen (Seine-Maritime), sur la commune de Gouy, au bord de la RD 6015, au pied du versant droit de la vallée de la Seine.

## Découverte
Elle a été découverte en 1881 par deux habitants de Gouy qui n'en parlèrent jamais. Leur passage fut attesté lors de la redécouverte de la grotte en raison d’une inscription datée qu’ils avaient laissée.
L'entrée de la grotte a été raccourcie lors des travaux de la RN 15 en 1934 et 1935. À ce moment-là, des ouvriers aperçurent une faille et voulurent y descendre, ce que leur interdit le chef de chantier qui jugea la manœuvre dangereuse.
Deux adolescents, les frères Pierre et Yves Martin (ce dernier deviendra par la suite préhistorien), la redécouvrirent en 1956.

## Description
À la suite des travaux de la RN 15 en 1935, il ne restait plus que douze mètres de galerie, sur deux mètres de large, divisés en trois salles.
En 1972, environ 37 gravures sur craie du Paléolithique supérieur (Magdalénien et Magdaléno-Azilien) ont été dénombrées dans la grotte de Gouy : 
- 18 animaux 
  - 7 cornus,
  - 7 chevaux,
  - 1 oiseau (un rapace probablement),
  - 3 indéterminés,
- 1 possible figure anthropomorphe,
- 8 vulves,
- 1 signe penniforme,
- 1 signe barbelé,
- 1 signe claviforme,
- 7 signes indéterminés,
- des tracés et taches rouges.

L’art pariétal de Gouy apporte des informations sur le passage du Magdalénien à l'Azilien.
Une datation absolue a été obtenue à partir du collagène d'un fragment osseux (sur Tandétron, Gif A 92346 : 12.050 ± 130 ans BP ; H. Valladas). Sans dater l’ornementation dans son ensemble, elle établit une fréquentation de la cavité à cette époque.

## Protection
La grotte de Gouy fait l’objet d’un classement au titre des monuments historiques depuis le 11 mai 1959 à la demande d’Henri Breuil.
Très dégradée en raison de phénomènes naturels (infiltrations pluviales, racines de la végétation) ou anthropiques, la grotte est désormais fermée au public. Son entrée, cimentée et fermée par une porte métallique en bordure de la RD 6015, n'est pas signalée.

## Autres grottes proches
Une autre grotte, dite « grotte aux Moines », se trouvait à Port-Saint-Ouen à 1 km de Gouy. Une pierre gravée d'un mammouth y fut découverte. Cette grotte fut détruite par les travaux du carrefour de la RN 15 avec la RD 7.
Une autre grotte, très peu étudiée, se trouve à Orival (Seine-Maritime) sur l'autre rive de la Seine à 11 km de Gouy.
Avec deux grottes anglaises découvertes récemment, ces grottes sont à ce jour les grottes ornées les plus septentrionales connues. Cela laisse supposer qu'une communauté magdalénienne, peut-être en relation avec celle du Bassin parisien, était implantée en vallée de Seine à l'époque charnière de la fin de la dernière glaciation et du début de l'Azilien.
Ces groupes assistèrent sans doute à la disparition des derniers mammouths, du rhinocéros laineux, qu'ils ont probablement eu le temps de chasser sur la Seine gelée ; seuls le renne et le cheval subsistèrent encore quelque temps avant de migrer vers l'est. La fin de cette culture devait laisser place après le grand redoux à une culture forestière, exploitant surtout le petit gibier. Les Magdaléniens furent les derniers grands chasseurs du Paléolithique dans cette région.